# گری کالدول
گری کالدول (انگلیسی: Gary Caldwell؛ زادهٔ ۱۲ آوریل ۱۹۸۲) بازیکن سابق و مربی فوتبال اهل اسکاتلند است.
از باشگاه‌هایی که در آن بازی کرده‌است می‌توان به باشگاه فوتبال دربی کانتی، باشگاه فوتبال ویگان اتلتیک، باشگاه فوتبال هیبرنین، باشگاه فوتبال کاونتری سیتی، باشگاه فوتبال نیوکاسل یونایتد، باشگاه فوتبال دارلینگتون، و باشگاه فوتبال سلتیک اشاره کرد.
وی همچنین در تیم‌های ملی فوتبال زیر ۲۱ سال اسکاتلند، اسکاتلند بازی کرده‌است.